# Luigi Braschi-Onesti
Luigi Braschi-Onesti (Cesena, 19 luglio 1745 – Roma, 9 febbraio 1816) è stato un nobile italiano.
Nipote di papa Pio VI, fu il primo sindaco di Roma durante il periodo napoleonico.

## Biografia

### I primi anni ed il nepotismo pontificio

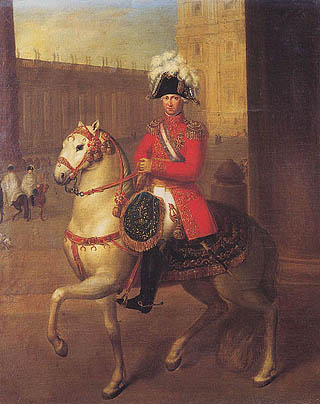
Ritratto equestre di Luigi Braschi-Onesti con l'uniforme da comandante della Guardia Nobile pontificia

Nacque a Cesena, figlio del conte Girolamo Onesti e di Giulia Francesca Braschi (sorella del cardinale Giovanni Braschi, il futuro papa Pio VI) e fratello del futuro cardinale Romoaldo Braschi-Onesti. Trascorse la propria giovinezza a Cesena sino al 1780 quando lo zio papa lo volle con sé a Roma, dove già dal 1778 si trovava il fratello minore Romoaldo, nominato cardinale. Il 31 maggio dell'anno seguente fu lo stesso pontefice, nella Cappella Sistina, a celebrare le nozze tra Luigi e la nobile romana Costanza Falconieri; nella medesima cerimonia, Pio VI adottò i suoi nipoti, concedendo loro di portare anche il cognome e lo stemma dei Braschi; nel 1786 ottenne il titolo di duca di Nemi, acquistato da suo zio alla famiglia romana dei Frangipane.
Grazie ad accurate speculazioni commerciali ed a spregiudicate pressioni politiche, Luigi si arricchì in pochi anni, divenendo proprietario di un vasto patrimonio terriero che ottenuti in dono dallo zio o acquistati per prezzi irrisori, in particolare a Tivoli e nell'area delle paludi pontine. Tra i casi più eclatanti di questo patrimonio vi fu indubbiamente la cosiddetta "Causa Lepri" del 1780: in quell'anno morì il ricco patrizio romano Amanzio Lepri, il quale lasciò suo erede universale il papa Pio VI. I nipoti del Lepri decisero a questo punto di impugnare il testamento dello zio, affermando che il pontefice aveva forzato la redazione di questo secondo testamento, adducendone per contro un primo nel quale il defunto li nominava suoi eredi. Il papa impugnò il testamento addotto dai nipoti presso la Sacra Rota, ma le lungaggini continuarono al punto tale che lo stesso Pio VI passò le sue pretese al nipote Luigi. Fu proprio quest'ultimo infine a comporre la causa dividendo l'eredità tra la sua famiglia e Marianna Lepri, prima nipote del defunto (il figlio di Luigi sposerà una Lepri per poter consolidare la propria posizione sull'ingente patrimonio).
Luigi poté vivere un'esistenza di rilievo nella società romana, vantandosi dell'amicizia con Vincenzo Monti (suo segretario) con il quale ebbe un rapporto intimo a tal punto che secondo alcuni la figlia del duca, Giulia, potrebbe essere stata figlia dello stesso Monti. Il fatto, già all'epoca, fece scalpore al punto da essere oggetto di alcune pasquinate, mentre il Belli celebrò in chiave satirica la figura del Braschi-Onesti nel suo componimento "Li miracoli".
Vincenzo Monti, d'altra parte, su cui il Flora ebbe modo di scrivere come non fossero «le passioni» a toccarlo «ma la lor forma», compose «il poemetto in terzine La bellezza dell'universo, recitato in Arcadia» (1781) per le nozze di Luigi Braschi, nipote del papa, con Costanza Falconieri».

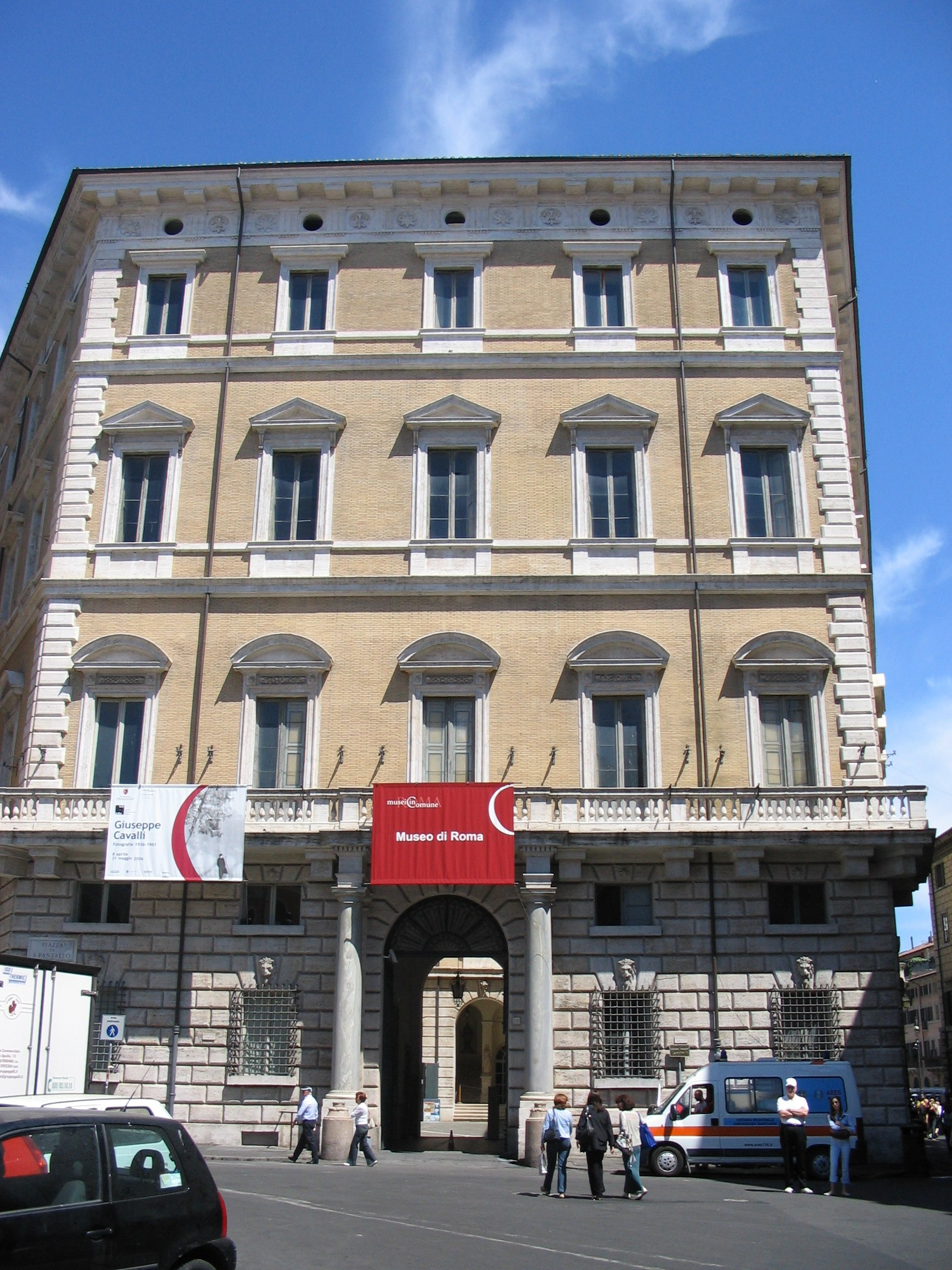
Palazzo Braschi, fatto costruire da Luigi

Nel 1791, su disposizione del pontefice in persona, Luigi aveva dato il via alla costruzione del nuovo Palazzo Braschi, sull'area precedentemente occupata dal palazzo rinascimentale Orsini Santobuono, demolito insieme ad altri fabbricati con botteghe del quartiere. Il nuovo palazzo, realizzato su disegno dell'architetto Morelli, venne ornato di un enorme scalone interno, mentre la cappella venne progettata da Valadier. All'interno il Braschi-Onesti vi stoccò la sua raccolta di dipinti famosi, con opere di Tiziano Vecellio e di Caravaggio.
Luigi continuò a condurre una vita mondana parallela alla presenza di suo zio al soglio pontificio, accompagnandolo nel 1782 nella sua visita a Vienna, dove l'imperatore Giuseppe II gli concesse il diploma di principe del Sacro Romano Impero; nell'anno successivo il re Carlo III di Spagna lo nominò grande di Spagna di prima classe; il re di Sardegna gli concesse l'ordine dei Santi Maurizio e Lazzaro ed il re di Francia quello dello Spirito Santo.

### Il periodo napoleonico: la fuga con Pio VI e il ritorno con i francesi; sindaco di Roma
Nel 1797 Luigi venne inviato dal papa a Tolentino come ministro plenipotenziario per discutere con i francesi napoleonici che stavano avanzando sullo Stato Pontificio, costringendosi però a sottoscrivere le dure condizioni impostigli. A Roma la figura di Braschi-Onesti non era però ben vista, al punto che quando i francesi entrarono a Roma nel febbraio del 1798, il suo palazzo venne preso d'assalto dalla folla che ne chiedeva il suo arresto. Luigi, chiesto in ostaggio dai francesi, riuscì a sfuggire a Siena dove precedette Pio VI nella prima parte del suo esilio. A Siena Braschi-Onesti rimase accanto allo zio per tre mesi circa sino a quando però i francesi gli imposero di lasciare la Toscana sospettandolo di complicità con gli insorti che avevano minacciato il dipartimento del Lago Trasimeno nel maggio del 1798. A questo punto Luigi partì alla volta di Venezia dove rimase sino al ritorno del nuovo pontefice, Pio VII a Roma, dopo la restaurazione pontificia.
Quando tornò a Roma, però, Braschi-Onesti si ritrovò privato di quasi tutto il suo patrimonio, confiscato durante il periodo della Repubblica romana, adoperandosi quindi per recuperare almeno una parte dei beni perduti. Pio VII decise di nominarlo comandante del nuovo corpo delle guardie nobili e in tale ruolo accompagnò il pontefice a Parigi nel 1804 in occasione dell'incoronazione di Napoleone.
Quando si inasprirono i rapporti tra Napoleone Bonaparte e il papa e la città di Roma venne proclamata città imperiale nel giugno del 1809, il Braschi-Onesti decise di appoggiare gli invasori, divenendo il primo Sindaco di Roma, mantenendo tale incarico per tutto il periodo della dominazione francese, incurante della scomunica papale destinata a colpire tutti i collaboratori dei francesi; in questi stessi anni venne eletto presidente del Senato di Roma. Il prefetto del dipartimento del Tevere, de Tournon, lo definì un "collaboratore ubbidiente anche se di spirito non acuto, di istruzione assai mediocre e facilmente influenzabile". Nel 1809 guidò la delegazione romana per rendere omaggio a Napoleone. Nel gennaio del 1814, ricevette Gioacchino Murat in Campidoglio.

### Gli ultimi anni

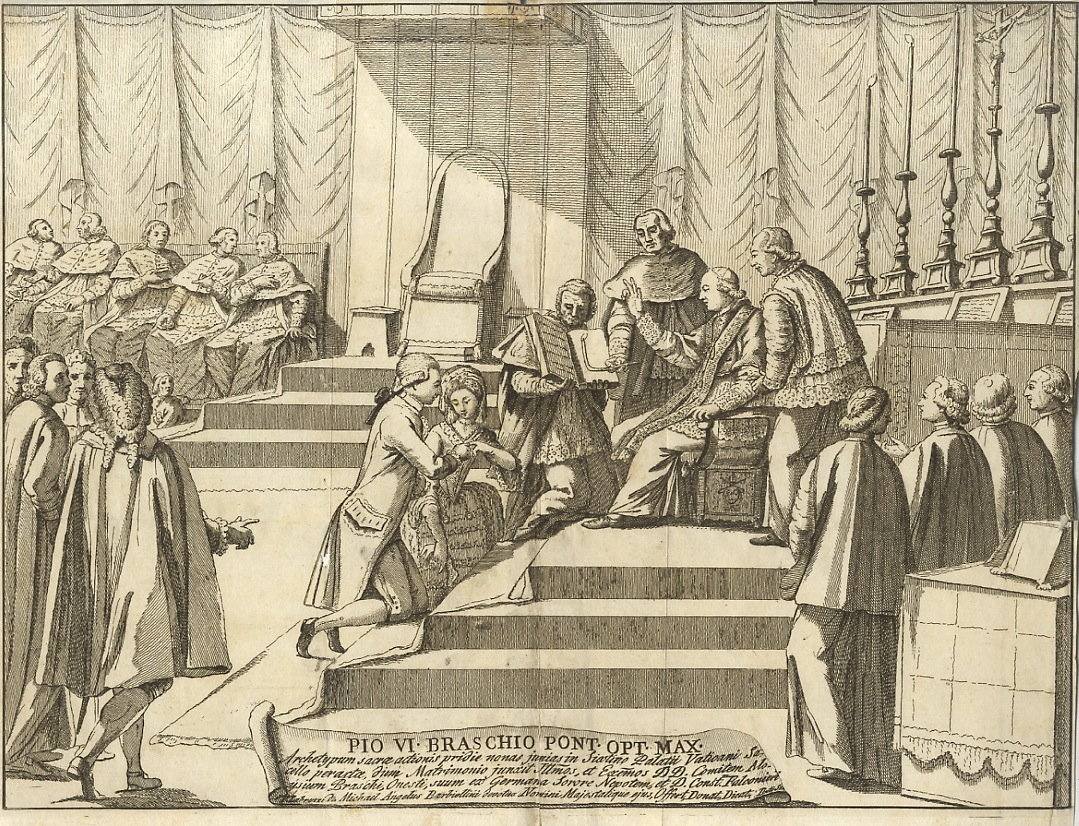
Il matrimonio tra Luigi Braschi-Onesti e Costanza Falconieri nella Cappella Sistina e celebrato il 4 giugno 1781 dallo zio dello sposo, il papa Pio VI.

Al ritorno del papa Pio VII con la restaurazione papalina, cercò da subito di riprendere i vecchi rapporti di devozione con il governo pontificio. Dopo avere ottenuto il perdono dal pontefice morì a Roma il 9 febbraio 1816 e venne sepolto nella Basilica di Santa Maria sopra Minerva.

## Albero genealogico
|                                                 |                                     |                                   | Genitori |  |  | Nonni |  |  | Bisnonni |  |  | Trisnonni |  |
|                                                 |                                     |                                   |          |  |  |       |  |  | …        |  |  | …         |  |
|                                                 |                                     |                                   |          |  |  |       |  |  | …        |  |  | …         |  |
|                                                 |                                     | …                                 |          |  |  |       |  |  | …        |  |  |           |  |
| …                                               |                                     |                                   |          |  |  |       |  |  | …        |  |  |           |  |
|                                                 |                                     | …                                 | …        |  |  |       |  |  |          |  |  |           |  |
|                                                 |                                     | …                                 | …        |  |  |       |  |  |          |  |  |           |  |
|                                                 |                                     | …                                 | …        |  |  |       |  |  |          |  |  |           |  |
| Girolamo Onesti, marchese e conte Onesti        |                                     | …                                 |          |  |  |       |  |  |          |  |  |           |  |
|                                                 |                                     | …                                 | …        |  |  |       |  |  |          |  |  |           |  |
|                                                 |                                     | …                                 | …        |  |  |       |  |  |          |  |  |           |  |
|                                                 |                                     | …                                 | …        |  |  |       |  |  |          |  |  |           |  |
| …                                               |                                     | …                                 |          |  |  |       |  |  |          |  |  |           |  |
|                                                 |                                     | …                                 | …        |  |  |       |  |  |          |  |  |           |  |
|                                                 |                                     | …                                 | …        |  |  |       |  |  |          |  |  |           |  |
|                                                 |                                     | …                                 | …        |  |  |       |  |  |          |  |  |           |  |
| Luigi Braschi-Onesti, I duca di Nemi            |                                     | …                                 |          |  |  |       |  |  |          |  |  |           |  |
|                                                 | Francesco Braschi, conte di Falcino | Antonio Braschi, conte di Falcino |          |  |  |       |  |  |          |  |  |           |  |
|                                                 | Francesco Braschi, conte di Falcino | Antonio Braschi, conte di Falcino |          |  |  |       |  |  |          |  |  |           |  |
|                                                 | Francesco Braschi, conte di Falcino | …                                 |          |  |  |       |  |  |          |  |  |           |  |
| Marco Aurelio Tommaso Braschi, conte di Falcino | Francesco Braschi, conte di Falcino |                                   |          |  |  |       |  |  |          |  |  |           |  |
|                                                 |                                     | …                                 | …        |  |  |       |  |  |          |  |  |           |  |
|                                                 |                                     | …                                 | …        |  |  |       |  |  |          |  |  |           |  |
|                                                 |                                     | …                                 | …        |  |  |       |  |  |          |  |  |           |  |
| Elena Giulia Francesca Braschi                  |                                     | …                                 |          |  |  |       |  |  |          |  |  |           |  |
|                                                 |                                     | Francesco Bandi, conte Brandi     | …        |  |  |       |  |  |          |  |  |           |  |
|                                                 |                                     | Francesco Bandi, conte Brandi     | …        |  |  |       |  |  |          |  |  |           |  |
|                                                 |                                     | Francesco Bandi, conte Brandi     | …        |  |  |       |  |  |          |  |  |           |  |
| Anna Teresa Bandi                               |                                     | Francesco Bandi, conte Brandi     |          |  |  |       |  |  |          |  |  |           |  |
|                                                 |                                     | Colomba Leonardelli               | …        |  |  |       |  |  |          |  |  |           |  |
|                                                 |                                     | Colomba Leonardelli               | …        |  |  |       |  |  |          |  |  |           |  |
|                                                 |                                     | Colomba Leonardelli               | …        |  |  |       |  |  |          |  |  |           |  |
|                                                 |                                     | Colomba Leonardelli               |          |  |  |       |  |  |          |  |  |           |  |